# Světlana Gannuškinová
Světlana Alexejevna Gannuškinová (rusky Светлана Алексеевна Ганнушкина, * 6. března 1942 ) je ruská lidskoprávní aktivistka.

## Život
Do 80. let pracovala Světlana Gannuškinová jako profesorka matematiky na univerzitě v Moskvě. Koncem 80. let, během války o Náhorní Karabach, zajišťovala podporu pro uprchlíky. V roce 1990 spoluzaložila nevládní organizaci Občanská pomoc (Graždanskoe sodějstvie), která vedla v následujících kampaně za ochranu lidských práv a integraci migrantů a uprchlíků do ruské společnosti. Je rovněž spoluzakladatelkou centra pro lidská práva Memorial.
Během první čečenské války (1994–1996) a druhé čečenské války (1999–2009) se začala zabývat ochranou lidských práv Čečenců. Rovněž se zasloužila o založení právní poradny, centra poskytování humanitární pomoci uprchlíkům při UNHCR nebo centra psychologické pomoci traumatizovaným dětem. V Moskvě pak založila centrum, kde dobrovolníci učí ruštinu, angličtinu nebo matematiku děti z Čečenska, které v důsledku konfliktu nemohly navštěvovat školu.
Jednala mnohokrát jménem osob obviněných z terorismu, kritizovala porušování základních lidských práv osob podezřelých z trestné činnosti. Otevřeně vystupuje s kritikou Kremlu, bývá obviňována z podpory zločinců a často čelí hrozbám extremistických nacionalistických skupin, které na webových stránkách zveřejnily její jméno, datum narození a adresu a označili ji jako nepřítele lidu.
Světlana Gannuškinová je v současnosti členkou Rady pro rozvoj občanské společnosti a lidská práva při ruském prezidentovi. Za svojí činnost získala mimo jiné Nansenovu cenu, několikrát byla navržena na Nobelovu cenu míru.